# Paul Kern
Pour les articles homonymes, voir Kern.
Paul Kern (né le 8 janvier 1884 à Budapest et mort le 6 mars 1955) est un soldat hongrois connu pour être resté éveillé pendant plusieurs années sans dormir après avoir été blessé pendant la Première Guerre mondiale.

## Biographie

### Première Guerre mondiale
Pendant la Première Guerre mondiale, il reçoit une balle dans la tête, tirée par un soldat russe. La balle le prive d'une partie de son lobe frontal, ce qui eut pour effet de l'empêcher de dormir. Ne ressentant pas le moindre signe de fatigue, Kern serait ainsi resté éveillé depuis son réveil à l'hôpital de Lemberg où il avait été transporté à la suite de ses blessures.

### Après la Première Guerre mondiale
Il travaille par la suite pour une compagnie d'assurance.
Dans l'article L'Homme Machine, paru dans Le Journal du 30 mai 1931, Isabelle Sandy, explique que « En 1915, un officier hongrois, Paul Kern, fut grièvement blessé à la tête. La trépanation fut jugée indispensable. Les chirurgiens qui la pratiquèrent constatèrent qu'une balle s'était logée dans le cerveau. Ils réussirent à sauver le patient. Depuis, Paul Kern a perdu le sommeil. Il ne dort plus et n'en éprouve aucune fatigue. Il se porte à merveille. »
Clément Vautel, dans Dimanche Illustré du 2 janvier 1938, ajoute : « Quand Paul Kern a rempli sa tâche quotidienne, il rentre chez lui, s'entretient avec les membres de sa famille jusqu'à ce que ceux-ci aillent se coucher, puis il passe la nuit à lire et à écouter la T.S.F. : espérons, pour ses voisins, qu'il y met, comme on dit, une sourdine. De temps en temps, il se repose et ferme les paupières, mais ce n'est qu'afin d'éviter le surmenage de ses yeux, car jamais, au grand jamais, le marchand de sable ne passe pour lui. S'il vit doublement, Kern mange doublement aussi : il prend quatre repas le jour et il en prend autant la nuit. »

## Citations
« Quand j’ai travaillé pendant soixante-douze heures, il arrive un moment où je sens que je n’en peux plus.  J’ai des douleurs aiguës dans les bras et dans les jambes, je confonds les mots, les expressions et des larmes coulent de mes yeux. Alors je m’étends sur un lit et je pose une paire de lunettes noires sur mon nez. Il faut que mes yeux se reposent, malheureusement je ne peux pas les fermer car cela me rend très nerveux. »
« Et je ne dors pas. Je ne peux pas me coucher, car il n’y a rien de plus atroce que de se trouver dans un lit et de ne pouvoir dormir. J’ai consulté les meilleurs neurologues, j’ai pris des somnifères — rien, rien n’a pu me guérir. »
« Je n'ai jamais sommeil, a-t-il déclaré. J'ai par contre très bon appétit, et prends quatre repas le jour et quatre la nuit ».